# Українці Гонконгу
Українці Гонконгу — особи української національності або з українським громадянством, що проживають тимчасово чи постійно в спеціальному автономному районі Гонконг (КНР). Для гуртування громади та збереження культурної спадщини створено відповідну організацію, яка взаємодіє з Посольством України у Китаї.

## Історія
Тривалий час українці не відвідували Гонконг, що протягом більш як 100 років був під управлінням Великої Британії. Після знищення радянськими військами українських організацій та громади як такої в Маньчжурії, низка українських родин селилася у Гонконзі як тимчасовому притулку, щоб надалі перебратися до країн Латинської Америки чи Австралії.
Зростання інтересу та зацікавленості до Гонконгу з'явилися після здобуття Україною незалежності, а також слідом за передачею 1997 року Гонконгу Китайській Народній Республіці. В середині 1990-х років тут перебували мандрівники, подорожуючі, перші українські бізнесмени. Втім поява української громади як такої відноситься до початку 2000-х років.
Українців у Гонконзі проживає від 100 до 200 осіб. Точно встановити кількість складно, оскільки багато українців тимчасово працюють або навчаються. Є українці з Криму, Києва, Дніпра, Харкова, Вінниці, з Західної та Східної України, з діаспор Австралії та Канади.
Українці Гонконгу працюють ІТ-спеціалістами, артистами, співаками, моделями, юристами, бухгалтерами, пілотами та іншими співробітниками авіакомпаній, науковцями, лікарями, працівниками салонів краси, дайвінг-тренерами, приватними підприємцями. В Гонконгу є два українські ресторани, з яких відомим є «Іван Козак» (відкрився у 2001 році).

## Організації
Значній проміжок часу в Гонконзі існували окремі ініціативні групи, що не були об'єднані в товариство чи асоціацію. Піднесенню самосвідомості та створенню власної організації сприяли події Революції Гідності 2013—2014 років та російська агресія в Криму та на Донбасі. У 2014 році створено Українське товариство Гонконгу, яке офіційно зареєстровано. Його членами є близько 100 осіб. Найбільш ініціативними є українські жінки, зокрема Катерина Кардаш, Оксана Смолійчук.
Влаштовує спільні святкування державних та релігійних українських свят. Крім того, регулярно влаштовуються культурні заходи, літературні читання, показ українських фільмів. Започатковано проєкт Ukrainian Film Nights — щомісячного показу українських фільмів в Гонконзі. Цей кінозахід спрямований на популяризацію української культури, ідентичностей, історії та України загалом у Гонконзі.
Українці Гонконгу приєднувалися до всесвітніх акцій (пікетів та демонстрацій), спрямованих проти дій Росії в Україні, зокрема «Стоп Путін». Налагоджено взаємодію з волонтерськими організаціями України, що допомагають воякам АТО. Для них товариство збирає необхідні речі.
Для інформування в соціальній мережі Facebook створено спільноту The Ukrainian Society of Hong Kong, до якої долучилися українці Макао, Гуанчджоу, Шеньчженю.